# Māh-e Mulk

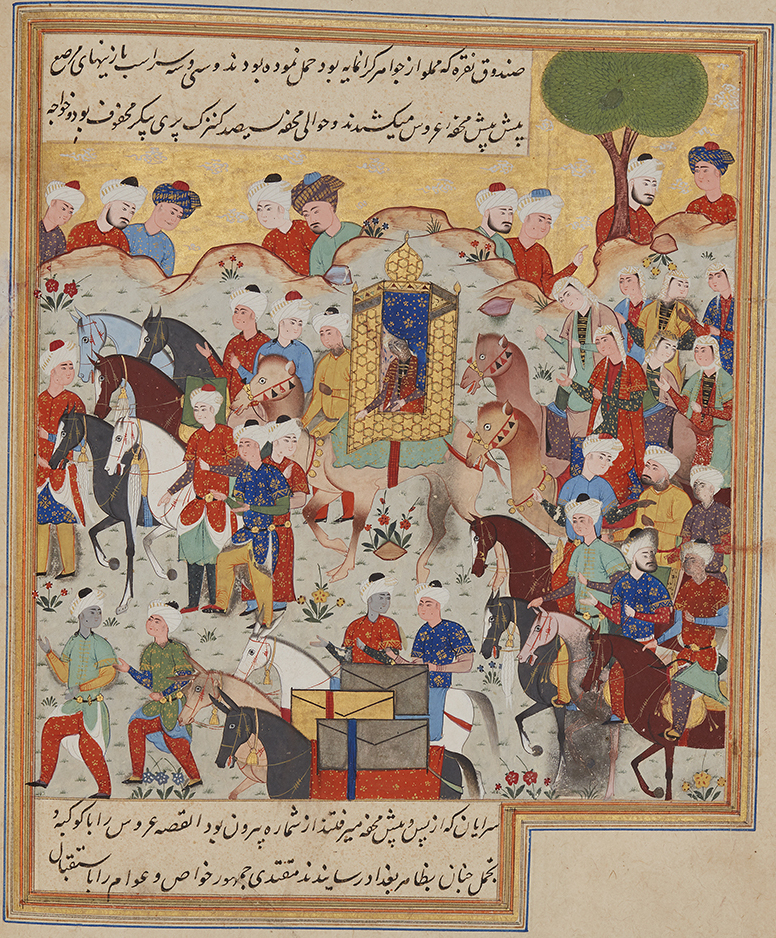
Hochzeitszug von Māh-e Mulk Chatun nach Bagdad, iranische Miniatur, um 1573–74.

Māh-e Mulk Chatun (persisch ماه ملک خاتون, DMG Māh-e Molk Ḫātūn, ‚Dame Mond des Königreichs‘, gest. um 1091) war eine Tochter des Seldschuken-Sultans Malik Schah I. (1055–1092, reg. 1072–1094), Ehefrau des siebenundzwanzigsten Abbasiden-Kalifen al-Muqtadi (1056–1094, reg. 1075–1094) und Mutter des Prinzen Dscha'far.

## Leben
Im März 1082 fragte der Abbasiden-Kalif al-Muqatdi in Isfahan um die Hand von Malik Schahs Tochter an. Ihr Vater stimmte zu und im März 1087 erreichte sie Bagdad, die Hochzeit folgte im Mai 1087 und am 31. Januar 1088 wurde der gemeinsame Sohn Dscha'far geboren. Der Kalif begann seine Gattin jedoch bald zu meiden und 1089 kehrte sie mit seiner Erlaubnis nach Chorasan zurück, wo sie um 1091 verstarb. Ihr Sohn wurde nach Bagdad zurückgebracht, wo er 1093 im Kleinkindalter ebenfalls verstarb und auf dem Ruṣāfa-Friedhof unweit der Kalifengräber bestattet wurde.

## Familie
Māh-e Mulk Chatuns Halbschwester Ismah Chatun heiratete 1108/1109 den Nachfolger ihres Mannes al-Muqtadi, den 28. Abbasiden-Kalifen al-Mustazhir bi-'llah (1078–1118, reg. 1094–1118).